# Maximilian von Lerchenfeld-Köfering
Maximilian von Lerchenfeld-Köfering (* 13. August 1799 in München; † 3. November 1859 in Wien) war ein bayerischer Diplomat.

## Leben

### Familie
Maximilian von Lerchenfeld-Köfering wurde als Sohn des Grafen Maximilian Emanuel von Lerchenfeld (* 17. Januar 1772 in München; † 19. Oktober 1809 in Kassel), bayerischer Gesandter am königlich-westfälischen Hof und dessen Ehefrau Gräfin Maria Anna Philippine Walburga von Lerchenfeld-Köfering, geborene Groschlag (* 21. Juli 1775 in Dieburg; † 17. Juni 1854 in Wien), Tochter von Friedrich Carl Willibald von Groschlag zu Dieburg und letzte Nachkommin des Groschlag'schen Adelsgeschlechtes, Palastdame der Königin von Bayern, Karoline von Baden, geboren. Seine Mutter besaß die Burg Klein-Zimmern.
Er hatte eine leibliche Schwester:
- Ernestina Johanna Baptista von Lerchenfeld-Köfering (* 14. Dezember 1798; † 28. Dezember 1863 in Wien).

Aus einer Liaison seines Vaters mit Therese zu Mecklenburg, verheiratet mit Karl Alexander von Thurn und Taxis, waren mehrere Kinder hervorgegangen, die von der letzten Groschlag-Tochter in die Familie aufgenommen wurden; sie lebten in deren Münchner Palais Lerchenfeld oder im Wasserschloss Köfering:
- Georg von Stockau (1806–1865), verheiratet mit Franziska Gräfin von und zu Fünfkirchen (* 23. Juli 1801 in Wien; † 14. Mai 1870 in Napajedla);
- Maximilian von Straka (* 10. Juni 1807 in Frankfurt am Main; † 12. Dezember 1845 in Surakarta auf Java), Oberleutnant im niederländisch-indischen Militärdienst[1];
- Elise Therese von Straka (* 10. Juni 1807 in Frankfurt am Main; † 19. Februar 1875 ebenda);
- Amalie von Lerchenfeld (1808–1888);
- Luise Therese von Straka (* 28. September 1809; † 10. Jul 1872 in Freiburg im Breisgau).

Während seines Aufenthaltes in Bayern 1834 lernte er Isabella Philippine (* 30. Oktober 1817 in Buxheim (Schwaben), † 28. September 1889 in Vagen bei Feldkirchen-Westerham), Tochter des 1830 verstorbenen Friedrich Waldbott von Bassenheim, kennen; er verlobte sich mit ihr am 20. Dezember 1834 und heiratete sie am 14. Mai 1835. Unmittelbar nach der Hochzeit kehrte er mit seiner Gemahlin nach St. Petersburg zurück. Gemeinsam hatten sie fünf Kinder:
- Maria Anna Nikolaia (* 29. Mai 1836 in Sankt Petersburg; † unbekannt), verheiratet mit Heinrich Johann Clemens Graf von Boos zu Waldeck (* 3. Februar 1828; † 1865), preußischer Leutnant im 9. Landwehrhusarenregiment;
- Ludwig, königlich bayerischer Kammerjunker und Nachfolger seines Vaters in der Majoratsherrschaft und der erblichen Reichsratswürde. Er war verheiratet mit Klara Elisabeth Maria Sophia (* 13. August 1848 in Kokenhusen (Lettland); † 2. Juni 1945 in Köfering), eine Tochter von Otto von Bray-Steinburg, ehemaliger Ministerratsvorsitzender; ihr Sohn Hugo Graf von und zu Lerchenfeld auf Köfering und Schönberg wurde später bayerischer Ministerpräsident, Außenminister und Justizminister.
- Sophie Karolina (* 7. Dezember 1838 in Köfering; † 22. Januar 1842);
- Hugo (1843–1925), bayerischer Staatsrat und Gesandter am preußischen Hof;
- Maximilian Josef Emmanuel (* 4. Februar 1846 in München; † 30. Dezember 1913 in Arco (Trentino)).

Er wurde in der Familiengruft in Köfering bestattet, die sich in einer eigenen Kapelle der Pfarrkirche befindet.

### Werdegang
Maximilian Joseph von Lerchenfeld-Köfering erhielt seine schulische Ausbildung im elterlichen Haus durch den Hauslehrer Augustin Archibald MacIver, ein katholischer Geistlicher aus dem Schottenkloster Kloster St. Peter in Regensburg, der später der Erzieher des damaligen Kronprinzen Maximilian II. war, später wurde er Domkapitular sowie Dompropst in Regensburg. Bereits 1815 bestand er die Gymnasialabsolutorialprüfung in Regensburg und studierte anschließend in den Jahren 1816 und 1817 am Lyzeum in München und hörte dort Vorlesungen bei den Professoren Rektor Cajetan Weiller in Philosophie, Karl Wilhelm Friedrich von Breyer in Geschichte, Spötte in Mathematik, Thaddäus Siber in Physik und Friedrich Thiersch in Philologie.
Am 4. November 1817 begann er ein Studium der Rechtswissenschaft an der Universität Würzburg und studierte dort für zwei Jahre; dort hörte er Vorlesungen unter anderem bei Gallus Aloys Kaspar Kleinschrod, Johann Adam von Seuffert, Sebald Brendel (1780–1844), Wilhelm Joseph Behr und Johann Nepomuk von Wenning-Ingenheim (1790–1831). Von 1819 auf 1820 absolvierte er sein Studium an der Universität Landshut und kehrte für das Sommersemester 1820 nach Würzburg zurück. Er schloss das Studium am 29. August 1820 ab. In diesem Jahr wurden ihm auch am 12. Oktober von der bestellten Vormundschaft seine Güter übergeben, so dass er selbständiger Herr und Besitzer seiner Güter wurde.
Am 1. November 1820 begann er ein Praktikum beim Landgericht Stadtamhof in Regensburg, weil er gerne in den Staatsdienst treten wollte. König Maximilian I. ernannte ihn am 21. Oktober 1821 zum Kammerherrn.
Aufgrund seiner guten Note im Staatsexamen konnte er sich den Zweig des Staatsdienstes selbst wählen und entschied sich für die Diplomatie. Darum nahm er in den Jahren 1822 und 1823 den Kanzlei-Access (darunter versteht man bei Gerichtshöfen und Kollegien die Erlaubnis, an ihren Verhandlungen teilzunehmen, ohne deren wirkliches Mitglied zu sein) bei der Regierung in München; sechs Monate später praktizierte er noch im Ministerium des königlichen Hauses und des Äußeren und kam im Dezember 1824 als Attaché zur königlichen Gesandtschaft nach Paris. Sein dortiger Vorgesetzter war der königliche Gesandte am Tuilerienhof, Graf Franz Gabriel von Bray, der ihn aktiv an den jeweiligen Geschäften teilnehmen ließ. In der Zeit, in der er sich in der Gesandtschaft in Paris befand, von Dezember 1824 bis April 1826, nahm er an den Krönungsfeierlichkeiten Karls X. in Reims teil. In dieser Zeit nutzte er auch einen bewilligten Urlaub zur Reise nach England.
Im November 1826 wurde er zum Legationssekretär in Sankt Petersburg ernannt, konnte den Dienst dort jedoch erst im Mai 1827 antreten, weil ihn anfangs Privatgeschäfte zurückhielten und später musste er beim Ordensfest des Heiligen Georg persönlich anwesend sein, um den Ritterschlag zu empfangen. In Russland blieb er, mit Unterbrechungen, bis Dezember 1839; im ersten Jahr noch als Legationssekretär bei dem königlichen Gesandten Freiherr Friedrich August von Gise, der später Außenminister wurde. Von Ende 1831 bis 1832 vertrat er den abwesenden Gesandten als Geschäftsträger. Ab dem 1. April 1832 war er außerordentlicher Gesandter und bevollmächtigter Minister. Nach einem Jahr, während seines Aufenthaltes, wurde er selbständiger Vorstand der Gesandtschaft und führte als solcher die Geschäfte, während der Zeitereignisse, wie die türkischen Feldzüge in den Jahren 1828 und 1829, während der Unterhandlungen wegen der Thronbesteigung des Königs Otto von Griechenland, hierfür erhielt er den königlich griechischen Erlöser-Orden, während der Julirevolution von 1830 und des polnischen Novemberaufstandes 1830.
1829 erhielt er von seinem König Ludwig I. den Auftrag nach Schweden zu reisen, und blieb bei dieser Gelegenheit sechs Wochen am Hof in Stockholm und wohnte am 21. Dezember 1829 der Krönung der Königin von Schweden Désirée Clary, deren Schwiegertochter Josephine von Leuchtenberg, eine Enkelin des bayerischen Königs, bei. Der schwedische König verlieh ihm während seines Aufenthaltes erst das Ritterkreuz und später das Großkomturkreuz des Nordstern-Ordens.
Seine Verdienste bei den Unterhandlungen über die griechische Frage führten zur Verleihung des königlich griechischen Erlöser-Ordens durch König Otto.
1838 besuchte ihn die Kaiserin von Russland Charlotte von Preußen mit ihrer jüngsten Tochter der Großfürstin Alexandra Nikolajewna Romanowa in Köfering, als er sich dort fast ein ganzes Jahr aufhielt. Im April 1839 empfing er den Großfürsten und Thronfolger Alexander II. in Braunau am Inn an der bayerischen Grenze.
Im Frühjahr 1839 kehrte er nach St. Petersburg zurück, um dort am 2. Juli als königlicher Gesandter an der Vermählung des Herzogs Maximilian de Beauharnais mit der Großfürstin Marija Nikolajewna Romanowa, eine Tochter des russischen Zaren Nikolaus I. und der Prinzessin Charlotte von Preußen, teilzunehmen.
Im Herbst 1839 wurde er auf eigenes Ersuchen zum bayerischen Gesandten in Berlin ernannt. Er verließ St. Petersburg am 4. Dezember 1839 und trat seinen neuen Dienst im März 1840 an und überreichte dem preußischen König Friedrich Wilhelm III. seine Akkreditierung, der kurz darauf am 7. Juni 1840 verstarb, so dass Maximilian von Lerchenfeld-Köfering an den folgenden Thron- und Regierungswechseln teilnahm. Während seines Aufenthaltes in Berlin entwickelte sich eine intensive Freundschaft zum russischen Gesandten, Freiherr Peter von Meyendorff, der mit der Schwester des Grafen Karl Ferdinand von Buol-Schauenstein verheiratet war.
1842 hielt er als Brautwerber für den Kronprinzen von Bayern, Maximilian II. Joseph, um die Hand der Prinzessin Marie von Preußen an und unterzeichnete den Ehevertrag mit den preußischen Ministern und Staatsmännern Wilhelm zu Sayn-Wittgenstein-Hohenstein, Heinrich von Bülow und Anton zu Stolberg-Wernigerode.
1845 wurde die Pertinenz zweier seiner Güter, Köfering und Gebelkofen mit dem Wasserschloss Gebelkofen, hergestellt, so dass sie als Fideikommiss anerkannt wurden und zum Titel der erblichen Reichsratswürde führten, so dass er 1845 in die Kammer der Abgeordneten eingeführt wurde.
Auf seinem Gesandtschaftsposten in Berlin schloss er mit mehreren auswärtigen Staaten von ihm vorbereitete Verträge, so zum Beispiel einen Freizügigkeitsvertrag zwischen der Krone Bayern und den Vereinigten Staaten von Nordamerika, so dass sich mehr Auswanderungswillige die Überfahrt leisten konnten, einen Handelsvertrag zwischen den Kronen Bayern und Portugal, einen Handels- und Schifffahrtsvertrag zwischen dem Zollverein und dem Königreich Sardinien und einen Freizügigkeitsvertrag zwischen Bayern und Schweden.
1848 wurde er Augenzeuge der Ereignisse während der Märzrevolution 1848 in Berlin. Im gleichen Monat erlebte er die Abdankung seines Königs Ludwig I., dessen Thronfolger Maximilian II. Joseph akkreditierte ihn weiterhin als Gesandten in Berlin. Er erlebte 1849, dass Preußen den militärischen Konflikt der Schleswig-Holsteinische Erhebung gegen Dänemark förderte und zog daraus die Schlussfolgerung, "... „Preußen verfolgte eine Politik welche wenigstens für zweifelhaft angesehen wurde, indem man dafür hielt daß es durch sein Streben nach Machtvergrößerung der Revolution Vorschub leiste“. 1848 erhielt er das Großkreuz des Orden vom Heiligen Michael.
Im Februar 1849 wurde er von seinem König nach Frankfurt gesandt, um dort mit dem Ausschuss der Nationalversammlung die deutsche Verfassungsfrage zu vereinbaren, allerdings scheiterten alle Bemühungen eine Föderativverfassung zu vereinbaren, weil das Parlament einen Einheitsstaat bilden wollte und so kehrte er, nach der Kaiserwahl am 28. März 1849, nach Berlin zurück. Im Mai 1849 nahm er an weiteren Konferenzen teil, die unter dem Vorsitz des Generals Joseph von Radowitz den gescheiterten Verfassungsentwurf in veränderter Form, mit einem Einheitsstaat unter preußischer Leitung durchsetzen sollte. Bayern zog sich gemeinsam mit Österreich jedoch von den Verhandlungen zurück und im Oktober 1849 erfolgte dann seine Abberufung aus Berlin; er wurde anschließend Gesandter am kaiserlichen Hof in Wien.
Als bayerischer Bevollmächtigter verhandelte er in Wien über verschiedene Verträge, wie beispielsweise über den Ausbau der Eisenbahn und der Telegrafen-Verbindungen. Mit Felix zu Schwarzenberg verhandelte er noch mündlich, kurz vor dessen Tod, über die Schifffahrt der unteren Donau und einige Grenzberichtigungen zwischen beiden Staaten. Diese Verabredungen wurden dann mit dem Nachfolger Karl Ferdinand von Buol-Schauenstein vertraglich vereinbart. Er nahm auch, gemeinsam mit dem königlichen Ministerialrat Friedrich von Hermann, an der im Winter 1852 eröffneten Wiener Zollkonferenz teil.
Er war an den Verhandlungen des Ehevertrages des Kaisers Franz Joseph und der königlichen Prinzessin Elisabeth aus der herzoglichen Linie beteiligt und unterzeichnete diese mit. Anlässlich der Vermählung der beiden am 24. April 1854 erhielt er vom Kaiser das Großkreuz des Österreichisch-kaiserlichen Leopold-Ordens.
Für die Donau-Schifffahrt unterzeichnete er am 7. November 1857 den Donau-Schifffahrts-Akt.
Bei seinem Tod war er Großkreuz des Verdienstordens der Bayerischen Krone und des Verdienstordens vom Heiligen Michael.

## Burschenschaft
Er war Mitglied der akademischen Verbindung Bavaria und der 1818 in Würzburg gegründeten Allgemeinen Deutschen Burschenschaft. Er war in verschiedene Duelle verwickelt und erhielt bei einem Duell durch einen scharfen Säbel eine bedeutende Gesichtswunde, deren Narbe er sein Leben lang trug. Bei einem weiteren Pistolenduell, bei dem er als Sekundant fungierte, wurde Graf Georg Max Joseph Casimir von Hegnenberg-Dux (1801–1819) am 14. Februar 1819 tödlich verletzt. Dies führte dazu, dass der Duellant mit sechs Monaten und Maximilian von Lerchenfeld-Köfering mit 4,5 Monaten Festungshaft in der Festung Marienberg in Würzburg bestraft wurden.